# ムーンライト伝説/HEART MOVING
「ムーンライト伝説/HEART MOVING」（ムーンライトでんせつ/ハート・ムービング）は、DALI（ダリ）、及び高松美砂絵のシングル。
テレビアニメ「美少女戦士セーラームーン」シリーズのオープニング主題歌として1992年3月21日に発売された。2000年6月21日にはカップリング曲を変更し「ムーンライト伝説/乙女のポリシー」として再発。

## 概要
「ムーンライト伝説」は、テレビアニメ「美少女戦士セーラームーン」および「美少女戦士セーラームーンR」（1992年3月7日の第1話から1994年3月12日の第89話）でオープニング曲として使用された。
オリジナルを歌唱したDALIは、アクションズの中から選抜された高橋美鈴、西本麻里、石沢晶、土屋さゆりの4人のアイドルグループで、「ムーンライト伝説」のリリース直後に解散している。高橋と西本はその後にMANISHを結成。仮歌は宇徳敬子が担当した。

## 作曲者の「小諸鉄矢」
同一のメロディーのKEY WEST CLUB「夢はマジョリカ・セニョリータ」が先行して発表（未発売）されていたが、CDリリースの際にメロディーが音程のみ差し替えられた。その際に「夢はマジョリカ・セニョリータ」の作曲者が小諸鉄矢から川島だりあに変更された事から、「ムーンライト伝説作曲者=川島だりあ説」が長年に渡り流布していたが、2016年にムーンライト伝説編曲者の池田大介が「小諸鉄矢・川島だりあ同一人物説」を否定した。
2021年2月になり、近田春夫の別名義として「小諸鉄矢とCM NETWORK」があることが発覚したことから「ムーンライト伝説作曲者=近田春夫説」が短期的に流布したが、近田はTwitterで「（ムーンライト伝説を）書いた記憶がない」と否定した。
楽曲制作の当事者である長戸大幸は、2021年9月18日放送の「OLDIES GOODIES」(e-radio)にて「小諸鉄矢としてムーンライト伝説を書いたのはMr. MUSICの音楽プロデューサーである吉江一男である」と初めて明かした。
また、楽曲のモチーフとして倍賞千恵子の「さよならはダンスの後に」を取り入れた事も証言しているが、同楽曲を作曲した小川寛興は本楽曲と「さよならはダンスの後に」との酷似に気付き、日本音楽著作権協会（JASRAC）を仲介して交渉し、最終的に著作権使用料の一部を小川に分配することで和解している。

## 評価
オリジナル盤のシングルは、1995年2月、日本レコード協会からゴールドディスク（出荷枚数20万枚以上）に認定された。
インターネットのランキング等でも、1990年代を代表するアニメソングとしてこの曲が挙がる。
2019年3月1日には、ソニー・ミュージックエンタテインメントのアニメソング人気投票キャンペーン「平成アニソン大賞」において「ムーンライト伝説」が作品賞（1989年 - 1999年）に選出された。
2020年9月6日にテレビ朝日系列で放送された『お願い!ランキング』シリーズの派生バラエティ番組『国民13万人がガチ投票! アニメソング総選挙』で「ムーンライト伝説」が12位にランクインされた。

## 収録曲

### 1992年盤
| #         | タイトル                                   | 作詞       | 作曲         | 編曲         | 歌                         | 時間  |
| --------- | ------------------------------------------ | ---------- | ------------ | ------------ | -------------------------- | ----- |
| 1.        | 「ムーンライト伝説」                       | 小田佳奈子 | 小諸鉄矢     | 池田大介     | DALI                       | 2:51  |
| 2.        | 「HEART MOVING」                           | 津島義昭   | さとうかずお | さとうかずお | 高松美砂絵（さくらさくら） | 3:41  |
| 3.        | 「ムーンライト伝説」(オリジナル・カラオケ) |            | 小諸鉄矢     | 池田大介     |                            | 2:56  |
| 4.        | 「HEART MOVING」(オリジナル・カラオケ)     |            | さとうかずお | さとうかずお |                            | 3:40  |
| 合計時間: | 合計時間:                                  | 合計時間:  | 合計時間:    | 合計時間:    | 合計時間:                  | 13:08 |

## ムーンライト伝説のカバー
ムーンリップス（桜っ子クラブさくら組）
「美少女戦士セーラームーンS」および「美少女戦士セーラームーンSuperS」（1994年3月19日の第90話から1996年3月2日の第166話）で、新たに録音した音源が使用された。「美少女戦士セーラームーンS BIG BOX」に収録。
ムーンリップスは、桜っ子クラブさくら組のメンバーのうち大山アンザ、森野文子、中山博子、かのこ、鈴木奈々の5名。この5名はミュージカル『美少女戦士セーラームーン』で初代5人のセーラー戦士を演じている。
江戸川みゆき
1993年10月21日発売の『最新TV こどものうた ベスト20』（キングレコード、KICG-2036）、2002年11月18日発売『子供の歌(12) おさかな天国』（キープ／日本クラウン、CD：TCD-512／カセット：TMC-512）収録
ニコール・プライス (Nicole Price) & ブリン・プライス (Brynne Price)
アメリカ放映時に使用された英語詞のバージョン。曲名は「Sailor Moon Theme」。英語詞の作詞はアンディ・ヘイワード。『Sailor Moon: Songs From The Hit TV Series』（1996年発売）に収録。
久川綾
『MARCHING AYA』（1997年1月8日発売）に収録。編曲は船山基紀。
ドナ・バーク
『ハッピー・チャイルド!〜英語でうたおう　こどものうた　みんなのうた〜』（1997年4月21日発売）に収録。英訳詞。曲名は「Moonlight Legend」。
ロボット帝国
『魔女っ娘でポン』（1997年8月15日発売）に収録。
アニメタルレディー
『アニメタル・レディー・マラソン』（1998年2月21日発売）に収録。
井上喜久子
『anime toonz PRESENTS KIKUKO INOUE』（2001年発売）に収録。
オオサカ・ポップスター
「Sailor Moon」の曲名で、アメリカ放映版英語詞でカバー。『オオサカ・ポップスター&ジ・アメリカン・レジェンド・オブ・パンク』と『PUNK IT ! 2007!』（共に2006年発売）に収録。
北出菜奈
ミニアルバム『Cutie Bunny ～菜奈的ロック大作戦 コードネームはC.B.R.～』（2006年7月12日発売）に収録。
伊瀬茉莉也、望月久代
『百歌声爛 女性声優編』（2007年10月3日発売）にそれぞれのカバーが収録。どちらも一部のパートのみ。
緒方恵美
アルバム『アニメグ。25th』に収録。
天海春香（中村繪里子）
漫画『THE IDOLM@STER Break!』の単行本2巻の限定版に収録。
中川翔子
『しょこたん☆かばー3 ～アニソンは人類をつなぐ～』（2010年3月10日発売）収録。
金元寿子
『新・百歌声爛II -女性声優編-』（2013年10月3日発売）収録。
吉岡亜衣加
『パレット　～吉岡亜衣加　アニソンカバー～』（2013年1月30日発売）に収録。
ラスマス・フェイバー（Rasmus Faber)
『ラスマス・フェイバー・プレゼンツ・プラチナ・ジャズ 〜アニメ・スタンダード Vol.4〜 - Rasmus Faber Presents Platina Jazz 〜Anime Standards Vol.4〜』（2013年6月19日発売）に収録。
ももいろクローバーZ
2つのバージョンが存在し、『美少女戦士セーラームーン THE 20TH ANNIVERSARY MEMORIAL TRIBUTE』には5人体制（百田夏菜子、玉井詩織、佐々木彩夏、有安杏果、高城れに）のバージョンを収録している。有安杏果卒業後の4人体制による「ZZ ver.（ダブルゼータ バージョン）」は、『劇場版 美少女戦士セーラームーンEternal』の主題歌「月色Chainon」のカップリングとして収録。どちらも編曲は近藤研二で、原曲よりキーが高い。なお同グループは『美少女戦士セーラームーンCrystal』第1期・第2期のオープニングテーマ「MOON PRIDE」、第3期のオープニングテーマ「ニュームーンに恋して」、第1期・第2期のエンディングテーマ「月虹」なども歌っている。
乙女フラペチーノ
2ndシングル『ムーンライト伝説』（2015年1月21日発売）に収録。編曲は五十嵐淳一。
二宮愛 (Ai Ninomiya with Kitchen Orchestra)
『From The Kitchen Corner』（2015年2月4日発売）ボーナス・トラックに収録。
二代目アニメタル
『Blizzard of ANIMETAL THE SECOND』（2016年4月6日発売）に収録。
LiSA
2018年4月4日発売の『美少女戦士セーラームーン THE 25TH ANNIVERSARY MEMORIAL TRIBUTE』に収録。編曲は堀江晶太(PENGUIN RESEARCH)。
でんぱ組.inc
2018年5月16日発売の配信限定シングル、同年7月7日に限定発売のDVDシングルに表題曲として、および2019年1月1日発売のアルバム『ワレワレハデンパグミインクダ』に収録。『愛踊祭〜あいどるまつり〜国民的アニメソングカバーコンテスト 2018』の、エリア代表決定戦課題曲として採用された。編曲は前山田健一・ミツル。
Happy Around!
『D4DJ Groovy Mix』に収録。編曲は彦田元気。
Pastel*Palettes［丸山彩（前島亜美）］×こころ（伊藤美来）×ましろ（進藤あまね）
『バンドリ! ガールズバンドパーティ!』に収録。編曲は下田晃太郎。
Crystalセーラー5戦士
『美少女戦士セーラームーンCrystal』におけるセーラームーン役の三石琴乃、セーラーマーキュリー役の金元寿子、セーラーマーズ役の佐藤利奈、セーラージュピター役の小清水亜美、セーラーヴィーナス役の伊藤静の5人による歌唱版。『美少女戦士セーラームーン THE 25TH ANNIVERSARY MEMORIAL TRIBUTE』に収録。ももクロ版と同じキーで、編曲は近藤研二が担当。
2023年に『劇場版 美少女戦士セーラームーンCosmos』の主題歌として（前編のオープニングテーマ、後編のエンディングテーマ）、Crystalセーラー5戦士が再びカバー。編曲は月蝕曾議。
末永香乃
2024年11月26日発売のV.A.アルバム『#アニソンForever vol.1』に収録。